# Пелегрино (Месина)
Пелегрино је насеље у Италији у округу Месина, региону Сицилија.
Према процени из 2011. у насељу је живело 440 становника. Насеље се налази на надморској висини од 410 м.